# 狄沖
狄沖（1482年—1534年），字仲虚，號春溪，自号白岩山人，應天府溧陽縣人，明朝政治人物。

## 生平
治《書經》，正德二年（1507年）丁卯科應天府鄉試第三十九名舉人，年四十二歲中式嘉靖二年（1523年）癸未科會試第五十五名，第三甲七十一名進士。初授江西清江县知县，升贵州独山州知州，到任后迁移州治所于白岩山，因自号白岩山人。以招抚平定当地土官仇杀事有功，升武定府同知，改任瑞州。升南京工部都水司郎中，卒于官。囊中仅有半月俸钱。

## 著作
著有《春溪诗集》。

## 家族
曾祖狄宗義。祖父狄竭。父狄欽。母彭氏。永感下。兄湘、津、泮、洙、弟涵。